# Mesa da Unidade Democrática
A Mesa da Unidade Democrática, mais conhecida pelo acrônimo MUD, é uma coalizão de partidos políticos venezuelana fundada a nível nacional em 2008 e que agrupa os movimentos sociais opositores ao chavismo, corrente política hegemônica no cenário político do país desde a vitória de Hugo Chávez na eleição de 1998 e que é atualmente liderada pelo presidente em exercício Nicolás Maduro após sua vitória na eleição de 2013 e posterior reeleição na eleição de 2018.

## Histórico
A coligação foi formalmente estabelecida em 23 de janeiro de 2008 em Caracas, através de um documento chamado Acordo de Unidade Nacional, vindo a ser reestruturada em 8 de junho de 2009 com a entrada de novos partidos políticos. Do ponto de vista prático, entretanto, este agrupamento de forças políticas já existia de modo informal desde meados de 2006.

## Eleição legislativa de 2015
A coalizão conseguiu maioria qualificada de na Assembleia Nacional da Venezuela com os resultados da eleição legislativa venezuelana de 2015, tendo conquistado 112 das 167 cadeiras do parlamento unicameral. Porém, os poderes políticos da Assembleia dominada pela oposição foram sendo esvaziados progressivamente pelo Tribunal Supremo de Justiça, principal corte judiciária do país, até ser fechada pelo governo de Nicolás Maduro para a instauração da Assembleia Nacional Constituinte da Venezuela, espécie de Poder Legislativo paralelo, fortemente governista, onde a coalizão não possui qualquer representatividade política.